# International Phonetic Association
The International Phonetic Association, IPA (på franska: L’Association Phonétique Internationale; översatt: Internationella fonetiska förbundet), är en organisation för främjandet av forskning kring fonetik och relaterade områden. IPA:s främsta bidrag till den akademiska världen är det internationella fonetiska alfabetet, som är en standard för fonetisk notation. Förkortningen IPA används numera både för organisationen och för alfabetet. IPA publicerar Journal of the International Phonetic Association (formellt betitlad Le Maître Phonétique). Mellan 2007 och 2010 var Gösta Bruce, professor i fonetik i Lund, ordförande i IPA.

## Historia
1886 formade en grupp språklärare i Paris en organisation för att uppmuntra användandet av fonetisk notation i skolor, för att hjälpa elever med uttal i utländska språk och för att hjälpa yngre barn att lära sig läsa. Gruppen, ledd av Paul Passy, kallade sig ursprungligen för Dhi Fonètik Tîtcerz’ Asóciécon, en fransk-fonetisk stavning av engelska The Phonetic Teachers' Association (’Fonetiklärarnas förbund’). 1889 ändrades namnet till L’Association Phonétique des Professeurs de Langues Vivantes (’Moderna språk-lärarnas fonetiska förbund’), och 1897 till sitt nuvarande namn.